# ベティーナ (小惑星)
ベティーナ（250 Bettina）は、小惑星帯に位置する大きな小惑星の一つで、M型小惑星に分類される。
1885年9月3日にオーストリアの天文学者、ヨハン・パリサがウィーンで発見した。
銀行家のアルベルト・ザーロモン・フォン・ロートシルトが命名の権利を50£で購入し、妻の名前にちなんで命名した。